# 烏豪巴赫河
49°34′36″N 12°21′03″E / 49.57666°N 12.35090°E

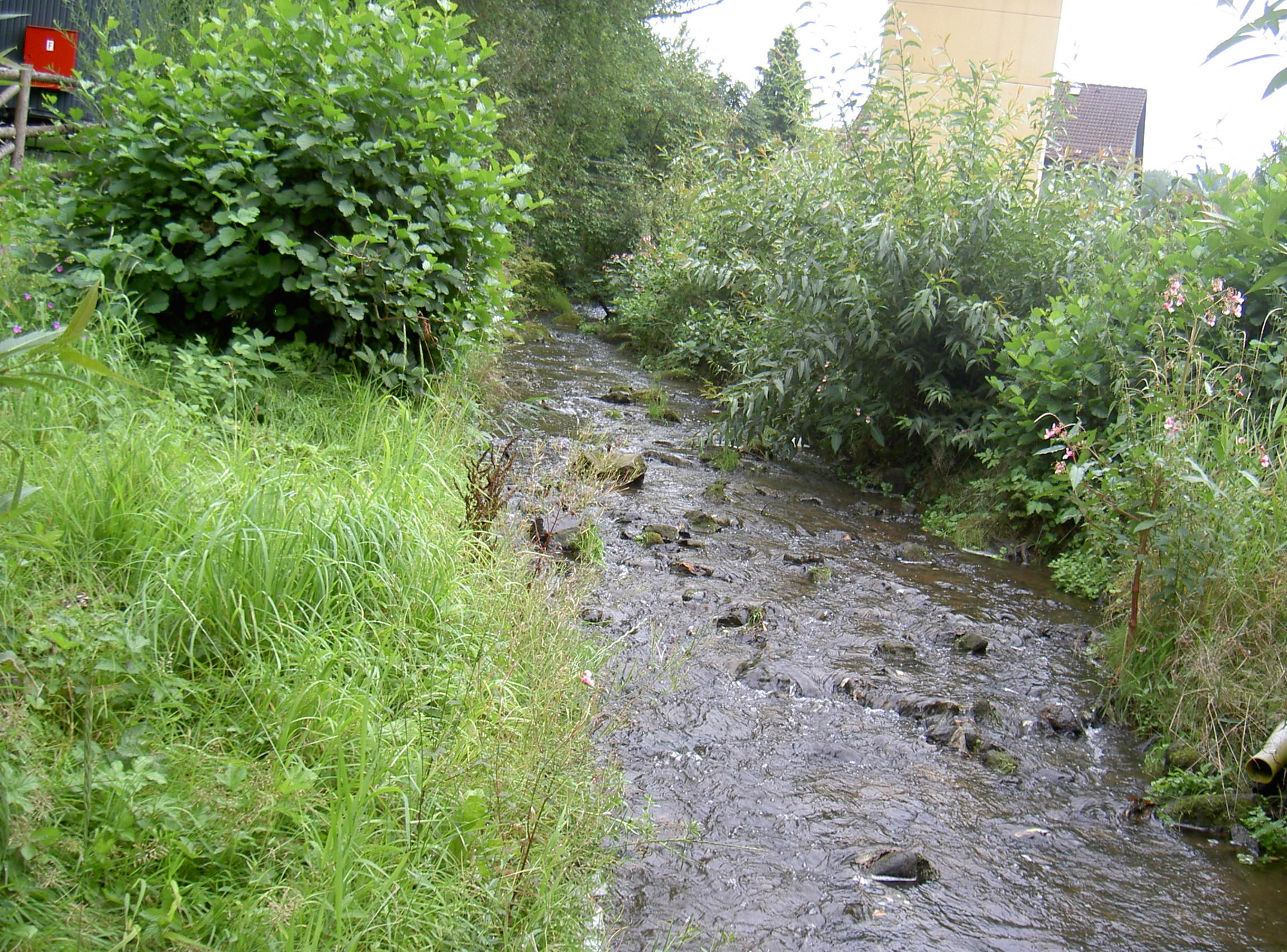

烏豪巴赫河是德國的河流，位於該國東南部，由巴伐利亞負責管轄，屬於普夫賴姆德河的左支流，河道全長7.2公里，流域面積10.6平方公里，流經瓦爾德納布河畔諾伊施塔特縣。